# Les Damps
Les Damps är en kommun i departementet Eure i regionen Normandie i norra Frankrike. Kommunen ligger i kantonen Pont-de-l'Arche som tillhör arrondissementet Les Andelys. År 2022 hade Les Damps 1 335 invånare.

## Befolkningsutveckling
Antalet invånare i kommunen Les Damps
Referens:INSEE